# Єгипет на літніх Олімпійських іграх 1952
Єгипет брав участь у Літніх Олімпійських іграх 1952 року у Гельсінкі (Фінляндія) усьоме за свою історію, і завоював одну бронзову медаль.

## Бронза
- Греко-римська боротьба, чоловіки — Абдель Ааль Рашид.